# École rascienne

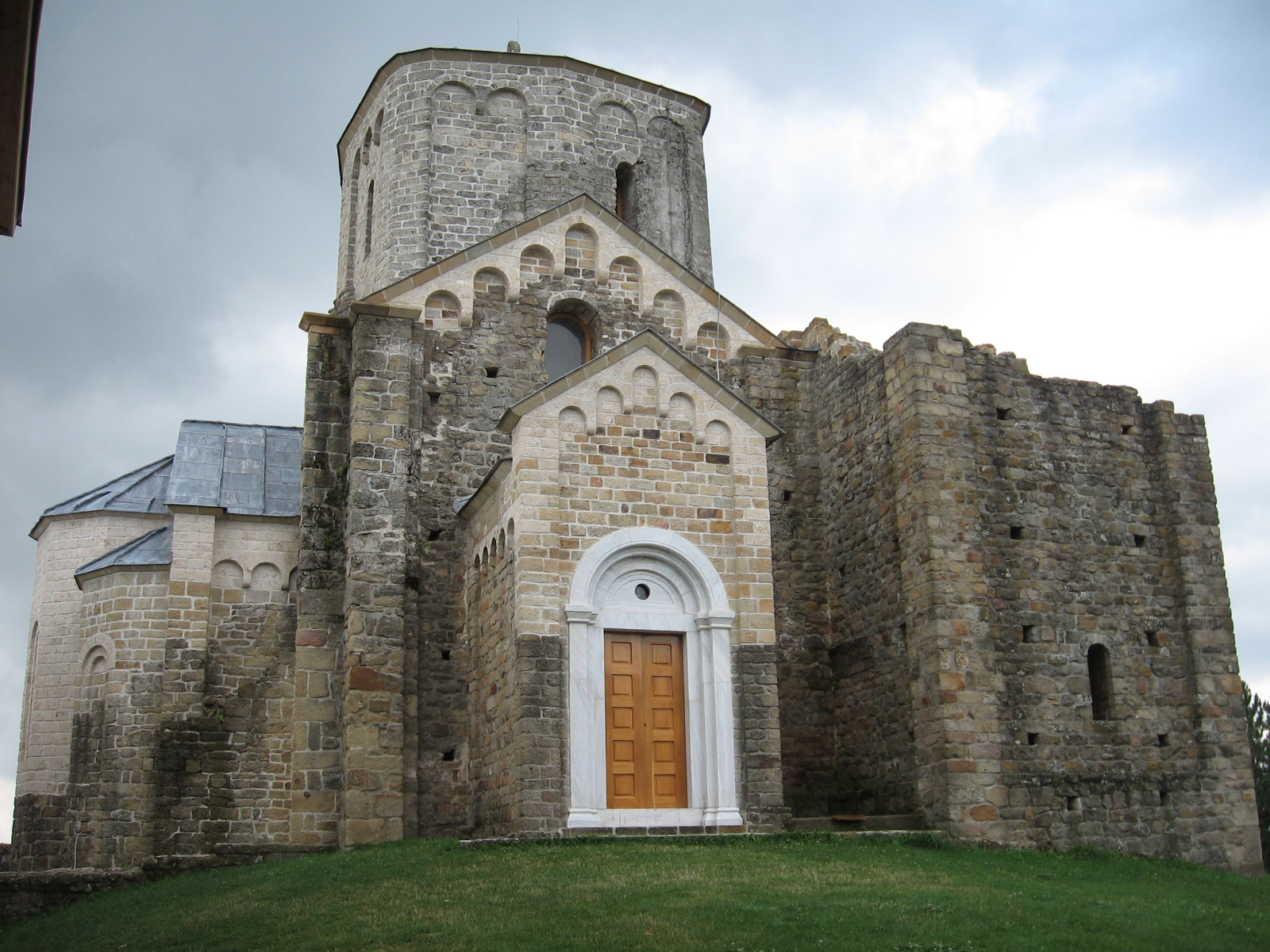
Le monastère de Đurđevi Stupovi

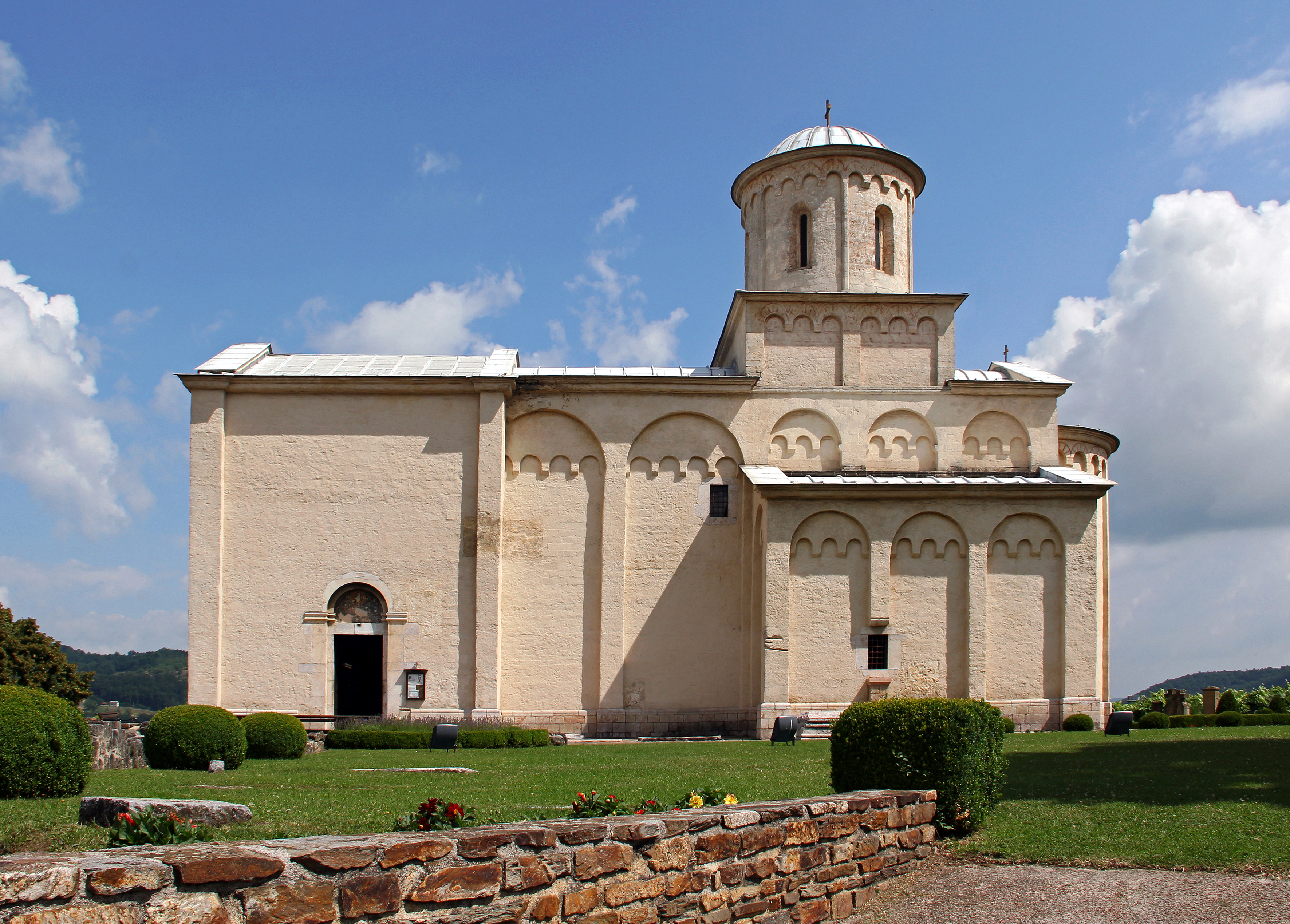
L'église Saint-Achille d'Arilje

L'école rascienne ou école de la Raška (en serbe cyrillique : Рашки стил ; en serbe latin : Raški stil) est une école d'architecture qui a fleuri en Serbie à partir de 1170 jusqu'à la fin du XIIIe siècle. Au-delà de cette période, elle a continué d'influencer l'architecture serbe et notamment l'architecture néo-byzantine serbe des XIXe et XXe siècles. Elle doit son nom à la région médiévale serbe de la Raška (Rascie) et est associée à la dynastie serbe des Nemanjić.

## Historique
L'une des premières manifestations du style rascien peut être trouvée au monastère de Đurđevi Stupovi, fondé vers 1170 par Stefan Nemanja, et l'une des dernières est illustrée par l'église Saint-Achille d'Arilje, fondée par le roi Stefan Dragutin à la fin du XIIIe siècle. Ces deux édifices figurent aujourd'hui sur la liste des monuments d'importance exceptionnelle de la république de Serbie,.

## Architecture et peinture
Le style rascien se caractérise par des constructions dotées d'une nef unique surmontée d'un dôme. Le côté occidental est généralement doté d'un narthex, tandis qu'à l'est se trouve un chœur et, au sud et au nord, se déploie un transept avec plusieurs chapelles. L'extérieur est caractéristique de l'architecture romane, ce qui révèle un lien direct avec les artisans de la côte orientale de la mer Adriatique, notamment ceux de Kotor et de Dubrovnik ; à l'époque cette région était sous le contrôle des Nemanjić.
Cette période architecturale coïncide avec l'Âge d'or de la peinture serbe, qui s'inaugure avec les fresques de Đurđevi Stupovi réalisées vers 1175, qui se retrouve au monastère de Gradac vers 1275 et atteint son apogée au monastère de Sopoćani.
Au style rascien va succéder le style serbo-byzantin, également connu sous le nom d'« école de Vardar », qui s'est développé dans la mouvance de la Renaissance Paléologue.

## Réalisations
Parmi les réalisations les plus importantes de l'école rascienne figurent le monastère de Studenica, le monastère de Hilandar et le monastère de Žiča.

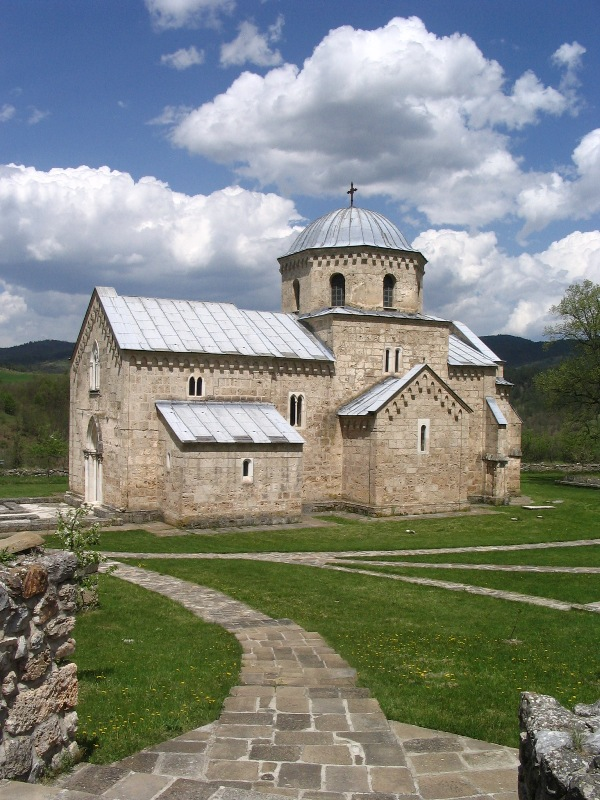
Le monastère de Gradac
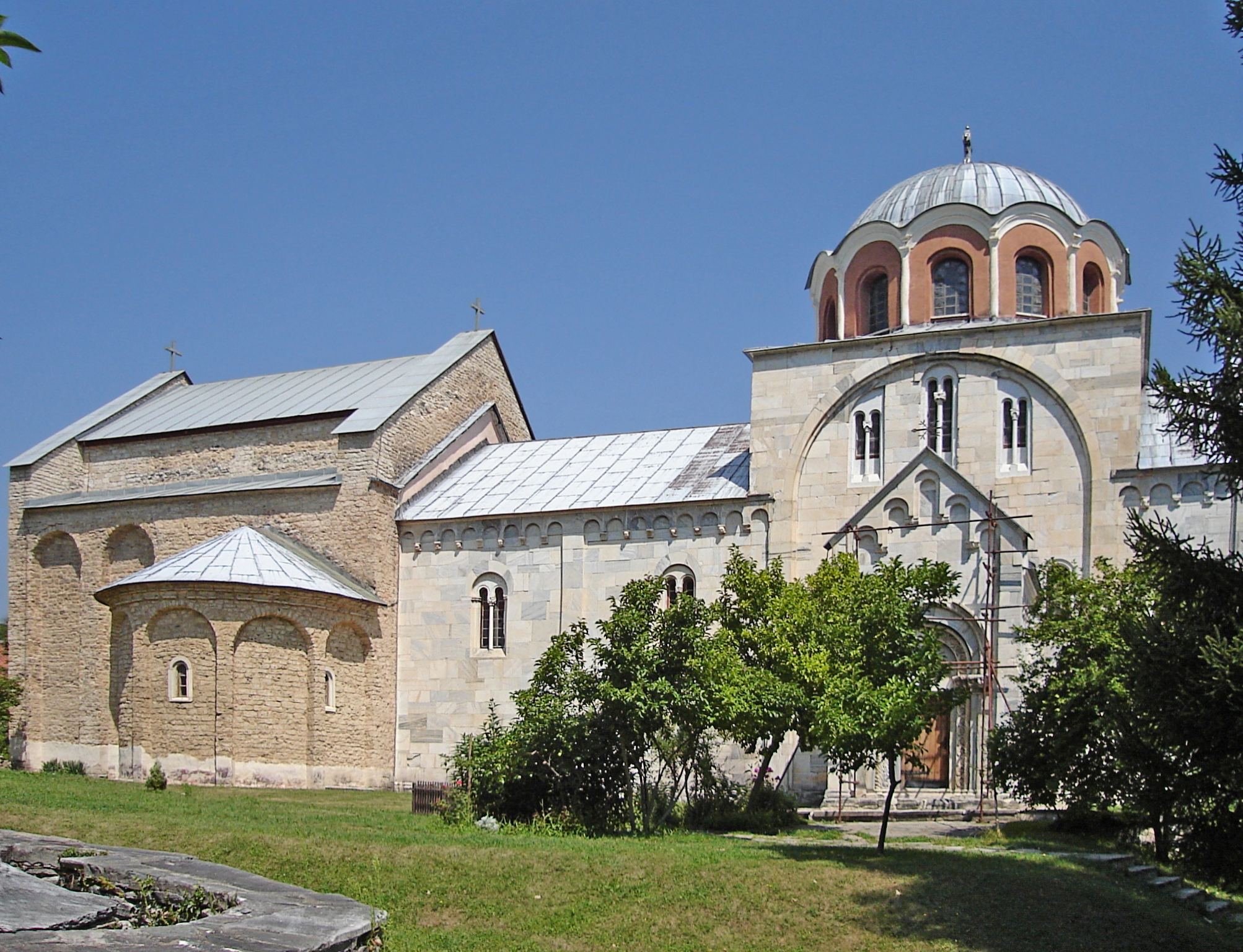
Le monastère de Studenica
Le monastère de Hilandar
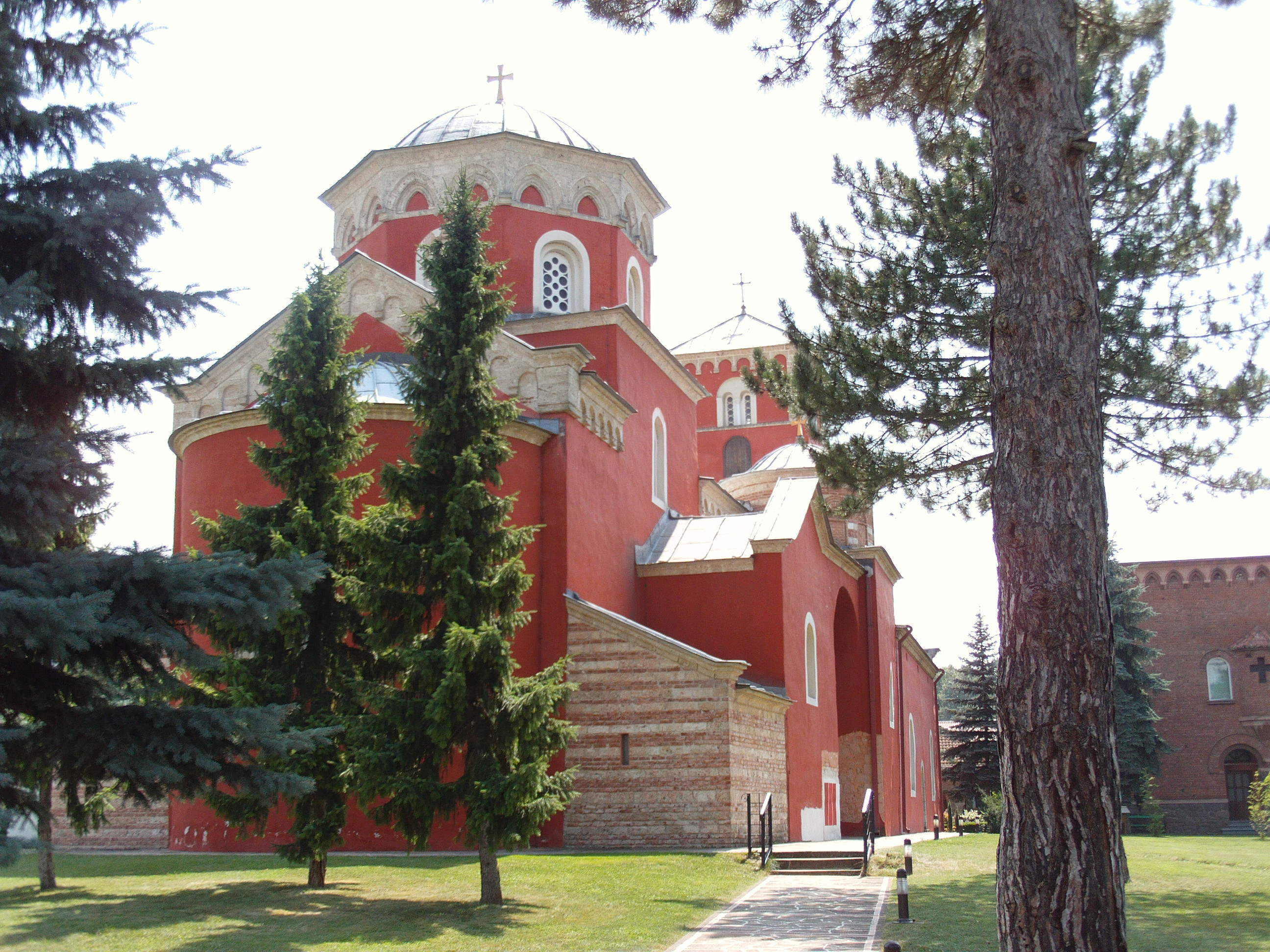
Le monastère de Žiča